# Niels Matthiasen
Niels Peter Jacob Matthiasen, né le 21 juillet 1924 à Copenhague (Danemark) et mort le 16 février 1980 à Londres (Royaume-Uni), est un homme politique danois, membre des Sociaux-démocrates, ancien ministre et ancien député au Parlement (le Folketing).